# Sucesiano
Sucesiano (en latín: Successianus) fue un soldado romano, general y prefecto pretoriano en el siglo III d. C. del que se sabe muy poco con certeza. Se dice que se distinguió como comandante de la guarnición de una ciudad aliada sitiada por piratas bárbaros, y luego el emperador Valeriano lo nombró prefecto pretoriano gracias a esto. Como prefecto del pretorio parece haber hecho un trabajo útil en la restauración de Antioquía, la capital del Oriente romano, después de la devastación que había infligido Sapor, el rey de los persas, en su invasión de 252. Sin embargo, se vio abrumado por las circunstancias. con el que tuvo que lidiar cuando Sapor invadió por segunda vez en 260 y parece haber compartido la derrota de Valeriano en la batalla de Edesa y su posterior cautiverio en Persia.

## Orígenes
No se sabe nada de los orígenes de Sucesiano ni de su fecha de nacimiento. La ausencia de cualquier evidencia en cuanto a su nomen significa que no se puede aplicar el análisis onomástico. Lo poco que se sabe de Sucesiano proviene de la Historia Nova de Zosimus y la información que revelan el profesor Andreas Alföldi y Laurence Lee Howe.

## Carrera
La primera referencia a Sucesiano se encuentra por primera vez como comandante de la guarnición una ciudad en el reino de Colchis en la costa este del Mar Negro en la Georgia moderna, Pitius (actual Pitsunda), probablemente en 254. Esta región no se encontraba dentro de la frontera imperial romana, pero se sabe que Roma tenía una relación de tratado con Cólquida y proporcionaba guarniciones en puntos clave. Durante la guardia de Sucesiano, Pityus fue atacado por los borani, uno de los pueblos que vivían en las estepas al norte de Crimea conocido generalmente como los escitas. La incursión borani en Pityus fue una de las primeras expediciones marítimas de los escitas que alcanzarían su punto máximo en la década de 260. Gracias al liderazgo inspirado de Sucesiano, la ciudad resistió y los asaltantes se vieron obligados a retirarse después de sufrir pérdidas considerables.
Este éxito de uno de sus comandantes inspiró al emperador Valeriano, que había llegado recientemente a Celesiria, a hacerse cargo de la guerra contra los persas para llamar a Successianus a su cuartel general en Antioquía, donde se dice que ayudó al emperador a reconstruir la ciudad que había sido reducido a ruinas por el rey Sapor en 252. Luego se supone que fue nombrado prefecto pretoriano, aunque Zozimus no dice esto en ninguna parte. Si fue ascendido de esta manera, es probable que su autoridad se haya ejercido en las provincias asiáticas y orientales que estaban gobernadas por Valeriano como emperador principal (las provincias europeas, africanas y egipcias fueron gobernadas por el hijo de Valeriano, Galieno, quien pudo haber tenido a Silvano como su prefecto pretoriano).

### Final
Desafortunadamente, las cualidades que habían hecho de Sucesiano un excelente comandante de guarnición en Pityus obviamente no eran las que necesitaba como Jefe del Estado Mayor General de Valeriano: la defensa romana del Este, dividida entre la necesidad de defenderse de Sapor en Mesopotamia y Siria, y de las tribus escitas en Asia Menor, fue generalmente ineficaz. Incapaz de luchar contra la combinación mortal de derrota militar y plaga, la moral militar se derrumbó. Se supone que Sucesiano estaba con Valeriano, todavía sirviéndole como prefecto pretoriano cuando Sapor lo derrotó y lo tomó cautivo cerca de la ciudad de Osrhoene Edesa alrededor de junio de 260. Se supone que, como su emperador, murió en cautiverio persa.
Es imposible determinar si en Sucesiano vemos a un oficial prometedor que había mostrado suficiente promesa para ser ascendido a praepositus de la guarnición de una ciudad aliada pero luego fue elevado más allá de sus capacidades; o un soldado de cierta competencia que no pudo obtener un puesto y controlar la situación que prevalecía en el cuartel general del ejército de campaña imperial. Alguna combinación de estas posibilidades es más que probable.